# Manny Farber
Emanuel „Manny“ Farber (* 20. Februar 1917 in Douglas, Arizona; † 18. August 2008 in Leucadia, Kalifornien) war ein US-amerikanischer Maler und Filmkritiker.

## Leben
Farber wuchs in Arizona nahe der mexikanischen Grenze auf. Er war der jüngste von drei Brüdern, beide später bekannte Psychoanalytiker. Die Familie zog nach Kalifornien, als er 15 Jahre alt war. Farber studierte an der University of California, der Stanford University und in San Francisco, dort vor allem an der Rudolph Schaeffer School of Design. Er arbeitete in den 1930ern jedoch nicht nur als Maler, sondern auch in Washington, D.C. als Zimmermann. Seine journalistische Karriere begann zunächst als Kunstkritiker, ab 1942 übernahm er den Posten als Filmkritiker bei der New Republic.
Farber veröffentlichte seine Filmkritiken in verschiedenen Zeitschriften, den linken The New Republic und The Nation (1949–1954), 1949 bis 50 auch im populären Magazin TIME, bei dem auch der Schriftsteller James Agee Filmkritiker war. Underground Films erschien 1957 in Commentary, White Elephant Art vs. Termite Art, sein berühmtester Aufsatz 1962 in der avant-garde Zeitschrift Film Culture. Ebenso schrieb er für das Männermagazin Cavalier. 1966 wechselte er zu Artforum. Inzwischen zweimal geschieden lernte er die Malerin Patricia Patterson kennen, mit der er bis zu seinem Tod zusammenlebte und als Schriftsteller und als Maler zusammenarbeitete.
Donald Phelps sammelte bereits seit 1969 Fabers Kritiken und veröffentlichte 1971 Negative Space mit ausgewählten Filmkritiken. In den 1970er Jahren schrieben Farber und Patricia Patterson gemeinsam für Film Comment und 1975 für Francis Ford Coppolas City Magazine über Rainer Werner Fassbinder und Werner Herzog, Duras und die Straubs, Rivette und Chantal Akerman. Seine letzte Filmkritik erschien 1977.
1969 unterrichtete er zunächst an der New Yorker Filmhochschule, wechselte dann nach Kalifornien und baute dort das Filmstudien-Programm an der Kunsthochschule der University of California in San Diego auf, an der er bis 1987 tätig war. Jean-Pierre Gorin, ein Weggefährte von Jean-Luc Godard, kam 1975 an die Fakultät. Für Gorins zweiten US-amerikanischen Film Routine Pleasures (deutsch: Eingefahrene Träume) von 1986, über die Welt von Modelleisenbahnern, waren Farbers Ästhetik und seine Gemälde entscheidend. Er konzentrierte sich in den 1980ern auf die Lehre und auf seine Malerei. Farber hatte seine erste Einzelausstellung als Maler 1957 bei Tibor de Nagy in New York und die erste Museumsausstellung in La Jolla.

## Auszeichnungen
- 1999: Special Award der New York Film Critics Circle Awards
- 2003: Mel Novikoff Award beim San Francisco International Film Festival

## Schriften
- 1969: For Now, no. 9, Donald Phelps, Hrsg
- 1971: Negative Space: Manny Farber on the Movies
- 1998: Negative Space: Manny Farber on the Movies, erweiterte Neuauflage

## Kataloge
- 1978: Amy Goldin, Richard Armstrong: Manny Farber. La Jolla, CA.: La Jolla Museum of Contemporary Art
- 1985: Manny Farber: The Museum of Contemporary Art, Los Angeles
- 1993: About Looking, Manny Farber Paintings 1984–1993
- 2003: Two for the Road: Sketchbooks of Patricia Patterson and Manny Farber
- 2003: About Face